# ELA-2
ELA-2（仏: Ensemble de Lancement Ariane 2、アリアンローンチエリア2）はフランス領ギアナのギアナ宇宙センターにある発射台。1988年から2003年にかけてアリアン4の計116基が全てここから打ち上げられた。アリアン4の退役を受けて、ELA-2は不使用となったが、2008年の時点では発射塔と指令塔はまだ建ったままである。